# Oosterbegraafplaats (Amsterdam)

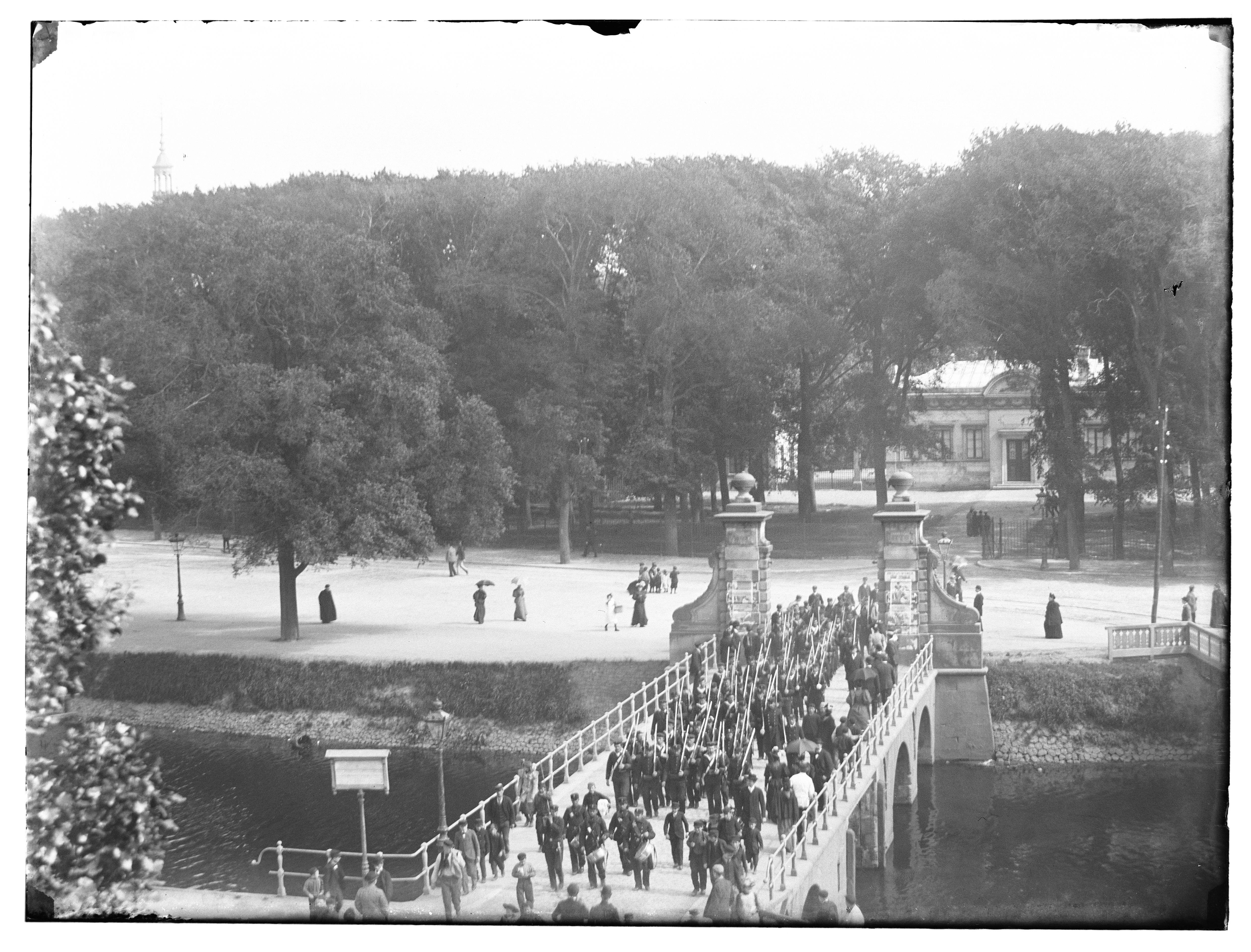
Ingang gezien vanaf de Muiderpoort

De Oosterbegraafplaats was een op 1 januari 1866 geopende begraafplaats in Amsterdam net buiten de Muiderpoort en stadsmuur in de Overamstelse polder. Er zijn in totaal 108.061 personen begraven. De begraafplaats is verplaatst naar De Nieuwe Ooster en werd voor het publiek gesloten op 1 mei 1894. In 1910 werden graven ontruimd op het voormalige terrein in de noordoosthoek waar zich sinds 1926 het gebouw van het Koninklijk Instituut voor de Tropen bevindt. Ook werd er een HBS en het Laboratorium voor Gezondheidsleer gevestigd, ook wel het Anatomisch Laboratorium geheten. Dit laboratorium kon direct gebruik maken van de aanwezige skeletten voor onderzoek. Het laatste deel van de begraafplaats werd in 1956 ontruimd. Een deel is opgegaan in het Oosterpark.
Bij de aanleg van een fietskelder in 2017 bij de HBS onder het sportveld, tegenwoordig het Metis Montessori Lyceum, bleek dat dat deel van de begraafplaats niet geruimd was maar opgehoogd was met zand en puin.